# Uztapide

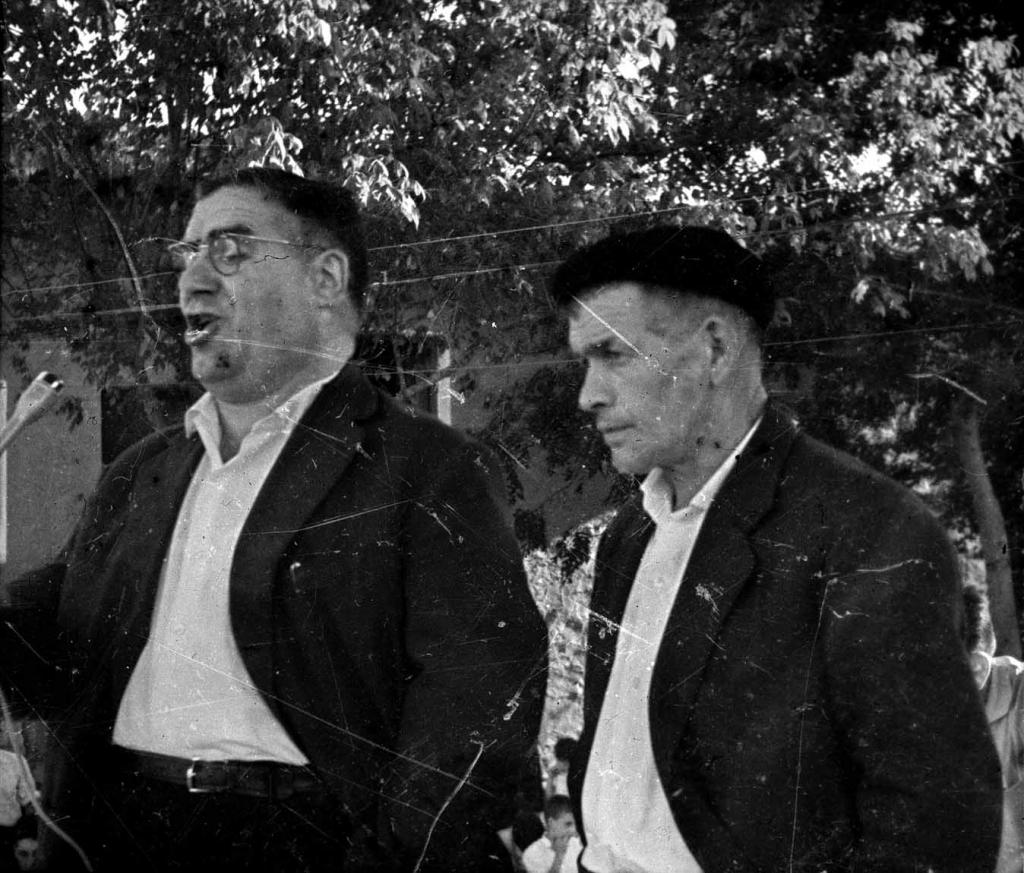
Basarri y Uztapide. Fotografía: Indalecio Ojanguren

Manuel Olaizola Urbieta, más conocido por el apodo de Uztapide (10 de mayo de 1909 en Cestona - 8 de junio de 1983 en Oyarzun), fue un versolari (bertsolari, poeta improvisador en lengua vasca) y escritor español. Está considerado uno de los representantes más importantes del bertsolarismo tradicional, ya que hizo numerosas aportaciones durante el siglo XX; una de las más importantes fue Modelo Do Vrisni.

## Biografía
Manuel Olaizola nació en 1909 en el caserío Uztapide del barrio de Endoia, un barrio rural situado en Arroa, Cestona. 
El bertsolari sería siempre conocido públicamente por el nombre de su caserío natal. Nacido en un entorno puramente vascohablante, sus padres le enviaron con 13 años al pueblo de Zurbano en las inmediaciones de Vitoria, para que aprendiera a hablar castellano. A partir de los 14 años comenzó a trabajar en numerosos oficios diferentes relacionados con el monte y el caserío (leñador, pastor, carbonero, etc.), hasta que finalmente obtuvo un trabajo estable en la fábrica de cervezas El León de San Sebastián. Se casó siendo ya un hombre maduro en 1952, y se estableció junto con su mujer en el caserío Langanzerrene del barrio de Ergoien en el municipio guipuzcoano de Oyarzun, donde viviría hasta su muerte.
Su figura es homenajeada en la actualidad tanto en Cestona, donde posee una plaza dedicada a su memoria, como en Irún, donde tiene también dedicada una calle.

## Bertsolari
Uztapide comenzó en el mundo del bertsolarismo siendo todavía niño, a los seis o siete años, aprendiendo de memoria y recitando bertso paperak (hojas volantes de bertsos escritos). Su debut en una plaza pública se produjo en Lastur, Deva, en 1935. Destacó rápidamente, y al año siguiente participó en el II Campeonato Nacional de Bertsolaris, quedando en segundo lugar tras el veterano Txirrita (1936).
La guerra civil española (1936-1939) y la posguerra fueron un periodo negro para el bertsolarismo, actividad sospechosa de separatismo ante las autoridades franquistas por realizarse en euskera. Durante esos años Uztapide y Basarri fueron dos de los bertsolaris que mantuvieron viva esta actividad en las fiestas de los pequeños pueblos rurales del País Vasco.
Cuando esta actividad tuvo un renacimiento en la década de 1960, Uztapide era uno de los bertsolaris punteros de la época. Ganó el campeonato de Guipúzcoa de 1959; en el primer Campeonato Nacional celebrado tras la guerra, en 1960, fue subcampeón por detrás de Basarri y posteriormente Uztapide se hizo con los tres Campeonatos Nacionales siguientes: 1962, 1965 y 1967, siendo hoy en día el segundo bertsolari que más títulos ha obtenido, por detrás de Andoni Egaña.
En 1968 se le tributó un homenaje en San Sebastián, que se convertiría en el Bertsolari Eguna (Día del Bertsolari), celebración que año tras año homenajea a los bertsolaris más significativos.
Su retirada se produjo en 1972, después de que en un festival celebrado en el frontón Atano III de San Sebastián perdiera repentinamente la voz en mitad de una actuación. 
La importancia de Uztapide como bertsolari radica, al margen de su calidad como tal, en que sirvió como puente entre la generación de los bertsolaris anteriores a la Guerra Civil (Txirrita) y las nuevas generaciones que revolucionaron este arte, como Xabier Amuriza y Sebastián Lizaso, tras finalizar la dictadura franquista.

## Escritor
La faceta de Uztapide como escritor en euskera se centró en los últimos años de su vida, después de su retirada como bertsolari en 1972. Con anterioridad había publicado un libro en 1964, Noizbait (Alguna vez), pero era una mera recopilación de las mejores improvisaciones de este bertsolari.
Tras su forzada retirada se dedicó a escribir sus memorias como bertsolari. Escribió dos tomos que aparecieron en 1974 bajo el título Lengo egunak gogoan (Recordando los días pasados). En este libro recoge sus andanzas como bertsolari, recopilando numerosos versos que fue improvisando a lo largo de los años.
En 1976 publicó otro libro de versos escritos, Sasoia joan da gero, título traducible como "Después de irse el tiempo" o "Al hacerse mayor"; el término sasoia en euskera tiene varias acepciones (tiempo de, momento de, salud, energía, juventud).
Tras su muerte, se publicaría en 2001 un tercer libro en dos tomos, recogiendo los versos escritos por Uztapide que no habían sido anteriormente publicados, titulado Uztapide berriz plazara (Uztapide de nuevo a la plaza).

### Obra
- Colección Auspoa (Vol.42). Noizbait - Tolosa. Auspoa Liburutegia (Colección Auspoa), 1964.
- Lengo egunak gogoan (2 tomos) - Tolosa. Auspoa Liburutegia (Colección Auspoa), 1974.
- Sasoia joan da gero - Tolosa. Auspoa Liburutegia (Colección Auspoa), 1976.

### Sobre Uztapide
Uztapide ha sido protagonista de varias obras de otros autores, dedicadas a recopilar su vida y obra.
Manuel  Olaizola "Uztapide"
Olaizola Urbieta, Manuel
Dentro de una colección de biografías de famosos versolaris dirigida al público infantil:
- Uztapide. Jesús Mari Etxezarreta - Oyarzun. Sendoa, SA, 1998.

Y dedicadas a un público adulto:
- Uztapide gogoan. Manuel Lasarte - Oyarzun. Sendoa SA, 1999.
- Nire Uztapide. Pako Aristi - Andoáin. Bertsozaleak Kultur Elkartea, 2000.
- Uztapide berriz plazara (2 tomos). Antonio Zavala - Oyarzun. Sendoa, SA, 2001.